# Hermann Blenk
Hermann Blenk (Bad Hersfeld, 9 de dezembro de 1901 – Braunschweig, 6 de outubro de 1995) foi um físico e engenheiro alemão. Foi presidente da Deutsche Forschungsanstalt für Luftfahrt em Braunschweig.

## Vida e obra
Estudou matemática e física de 1920 a 1924 na Universidade de Göttingen, onde obteve um doutorado em 1924, orientado por Ludwig Prandtl. De 1924 a 1936 foi wissenschaftlicher Mitarbeiter da Deutsche Versuchsanstalt für Luftfahrt (DVL) em Adlershof, onde foi diretor do Instituto de Aerodinâmica.